# 小島道生
小島 道生（こじま みちお、1973年 - ）は、教育学者、筑波大学教授。

## 人物・来歴
2002年筑波大学大学院博士課程心身障害学研究科博士課程修了、2002年「青年期ダウン症者の自己制御機能に関する研究」で教育学博士。2003年兵庫教育大学学校教育学部障害児教育講座助手、2004年長崎大学教育学部講師、06年准教授、2009年岐阜大学教育学部准教授、2015年筑波大学人間系(障害科学域）准教授。障碍児教育が専門。

## 著書
- 『発達障害のある子の「自尊感情」を育てる授業・支援アイディア みんなですぐできるプログラム30』学研教育出版、2013.7

### 共編著
- 『特別支援教育における教育実践の方法 発達障害のある子どもへの個に応じた支援と校内・地域連携システムの構築』菅野敦,宇野宏幸,橋本創一共編. ナカニシヤ出版, 2006.8
- 『発達障害のある子どもの自己を育てる 内面世界の成長を支える教育・支援』田中道治,都筑学,別府哲共編. ナカニシヤ出版, 2007.3
- 『ちゃんと人とつきあいたい 発達障害や人間関係に悩む人のためのソーシャルスキル・トレーニング ライフステージ別50の実例でわかる』井澤信三,霜田浩信,細川かおり, 橋本創一共編著. 山海堂, 2007.7
- 『発達障害の子どもがのびる!かわる!「自己決定力」を育てる教育・支援』石橋由紀子共編著. 明治図書出版, 2008.11
- 『発達障害の子がいるクラスの授業・学級経営の工夫 「私はこうした!こう考える!」子どもの「やる気」と「自信」へつなげるコツ』宇野宏幸, 井澤信三共編著. 明治図書出版, 2008.3
- 『障害児者の理解と教育・支援 特別支援教育/障害者支援のガイド 障害者との出会いと交流のために』橋本創一, 菅野敦,大伴潔, 林安紀子, 小林巌,霜田浩信, 武田鉄郎, 千賀愛、池田一成共編著. 金子書房, 2008.4
- 『ちゃんと人とつきあいたい 発達障害や人間関係に悩む人のためのソーシャルスキル・トレーニング ライフステージ別50の実例でわかる』井澤信三, 霜田浩信,細川かおり, 橋本創一共編著. エンパワメント研究所, 2008.8
- 『発達障害研究から考える通常学級の授業づくり 心理学、脳科学の視点による新しい教育実践』宇野宏幸, 井澤信三共編著. 金子書房, 2010.1
- 『障害児心理入門』井澤信三共編著. ミネルヴァ書房, 2010.10
- 『「自尊心」を大切にした高機能自閉症の理解と支援』別府哲共編. 有斐閣選書, 2010.6
- 『人間関係でちょっと困った人&発達障害のある人のためのサポートレシピ53 本人と周囲がおこなうソーシャルスキルトレーニング』橋本創一,横田圭司,田口禎子共編著. 福村出版, 2012.1
- 『思春期・青年期の発達障害者が「自分らしく生きる」ための支援』田中真理,井澤信三, 田中敦士共編著. 金子書房, 2013.1
- 『ダウン症ハンドブック 家庭や学校・施設で取り組む療育・教育・支援プログラム 改訂版』菅野敦,玉井邦夫, 橋本創一共編. 日本文化科学社, 2013.3
- 『発達障害・知的障害のある児童生徒の豊かな自己理解を育むキャリア教育 内面世界を大切にした授業プログラム45』別府哲 監修, 片岡美華共編著. ジアース教育新社, 2014.7
- 『ダウン症者とその家族でつくる豊かな生活 成人期ダウン症者の理解とサポート実践プログラム』菅野敦,橋本創一共編著. 福村出版, 2015.7
- 『事例で学ぶ発達障害者のセルフアドボカシー 「合理的配慮」の時代をたくましく生きるための理論と実践』片岡美華共編著. 金子書房, 2017.9